# Clare Egan
Clare Egan (* 19. November 1987 in Cape Elizabeth, Maine, USA) ist eine ehemalige US-amerikanische Biathletin.

## Karriere

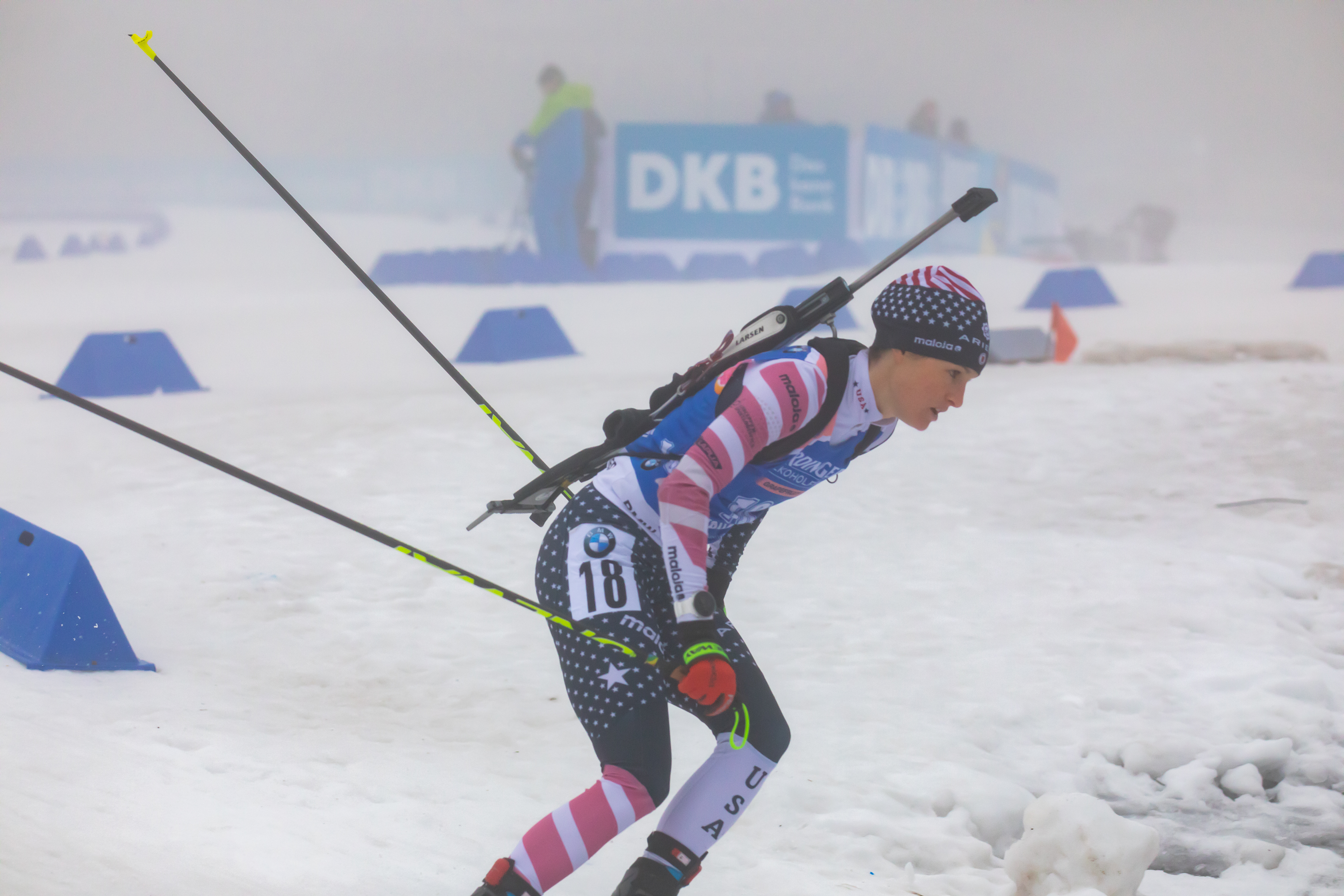
Im Januar 2020 in Oberhof

Clare Egan ist für Cape Nordic aktiv, zuvor trat sie für Craftsbury Nordic Ski Club an. Sie begann in der Mittelschule mit dem Skilanglauf und war als High-School-Schülerin Meisterin des US-Bundesstaates Maine sowie zweimal für das New England Junior Olympic team im Einsatz. 2010 erlangte sie ihren Bachelor-Abschluss am Wellesley College, ein Jahr später machte sie ihren Master in Linguistik an der University of New Hampshire, weiteres Hauptfach waren Internationale Beziehungen. In dieser Zeit trat die Athletin aus Cape Elizabeth für das Wintersport-Team der Universität an und wurde zur wertvollsten Athletin der Saison 2010/11 gewählt und war in der Endauswahl zur Athletin des Jahres der Universität. Seit 2011 startet die in der US-Supertour, wo sie mehrfach Top-10-Ergebnisse erreichte, zudem erreichte sie mehrere Top-15-Ergebnisse bei US-Meisterschaften. Seit der Saison 2012/13 tritt Egan auch im Biathlon an. Im Februar 2013 erreichte sie im Biathlon-NorAm-Cup in Jericho im Sprint wie auch im Massenstart hinter Katrina Howe und vor Andrea Mayo Rang zwei und somit auch erstmals Platzierungen auf dem Podium. Bei den US-amerikanischen Meisterschaften im Biathlon 2013 gewann sie zudem den Titel im Massenstartrennen.
Im März 2018 wurde Clare Egan als Vorsitzende in die Athletenkommission der Internationalen Biathlon-Union gewählt und gehört als solche seit September 2018 auch dem Vorstand an.
Ursprünglich wollte Egan nach den Olympischen Winterspielen 2018 ihre Karriere beenden. Auch bestärkt durch Armin Auchentaller, den neuen Trainer der US-Mannschaft, setzte sie ihre aktive Karriere fort. Beim ersten Weltcup der Saison 2018/19 auf der Pokljuka-Hochebene in Slowenien setzte sie im Verfolgungsrennen zum ersten Mal in ihrer Karriere die Laufbestzeit in einem Weltcuprennen und erreichte zugleich die ersten Top-10-Platzierung in einem Einzelrennen. Beim letzten Rennen der Saison, dem Massenstart am Holmenkollen in Norwegen, erreichte sie mit einem dritten Platz hinter Hanna Öberg und Tiril Eckhoff ihre erste Podiumsplatzierung im Weltcup. Am Holmenkollen im Verfolgungsrennen Saison 2021/22 beendete sie auch ihre Karriere.

## Statistik

### Platzierungen im Biathlon-Weltcup
Die Tabelle zeigt alle Platzierungen (je nach Austragungsjahr einschließlich Olympische Spiele und Weltmeisterschaften).
- 1.–3. Platz: Anzahl der Podiumsplatzierungen
- Top 10: Anzahl der Platzierungen unter den ersten zehn (einschließlich Podium)
- Punkteränge: Anzahl der Platzierungen innerhalb der Punkteränge (einschließlich Podium und Top 10)
- Starts: Anzahl gelaufener Rennen in der jeweiligen Disziplin
- Staffel: inklusive Mixed- und Single-Mixed-Staffeln

| Platzierung | Einzel | Sprint | Verfolgung | Massenstart | Staffel | Gesamt |
| ----------- | ------ | ------ | ---------- | ----------- | ------- | ------ |
| 1. Platz    |        |        |            |             |         |        |
| 2. Platz    |        |        |            |             |         |        |
| 3. Platz    |        |        |            | 1           |         | 1      |
| Top 10      | 2      | 2      | 2          | 1           | 16      | 23     |
| Punkteränge | 7      | 28     | 18         | 12          | 52      | 117    |
| Starts      | 21     | 61     | 33         | 12          | 52      | 179    |

### Weltcupwertungen
Ergebnisse bei Biathlon-Weltcups (Disziplinen- und Gesamtweltcup) gemäß Punktesystem
| Saison  | Einzel | Einzel | Sprint | Sprint | Verfolgung | Verfolgung | Massenstart | Massenstart | Gesamt | Gesamt |
| Saison  | Platz  | Punkte | Platz  | Punkte | Platz      | Punkte     | Platz       | Punkte      | Platz  | Punkte |
| ------- | ------ | ------ | ------ | ------ | ---------- | ---------- | ----------- | ----------- | ------ | ------ |
| 2014/15 | -      | -      | 87.    |        | -          | -          | -           | -           | 94.    |        |
| 2015/16 | -      | -      | 57.    |        | 63.        |            | -           | -           | 67.    |        |
| 2016/17 | 43.    |        | 57.    |        | 67.        |            | 43.         |             | 55.    |        |
| 2017/18 | -      | -      | 56.    |        | 78.        |            | 43.         |             | 63.    |        |
| 2018/19 | -      | -      | 14.    | 173    | 11.        | 172        | 14.         | 125         | 18.    | 470    |

### Weltmeisterschaften
Ergebnisse bei Biathlon-Weltmeisterschaften
| Weltmeisterschaft | Weltmeisterschaft | Einzel | Sprint | Verfolgung | Massenstart | Staffel | Mixedstaffel | Single-Mixedstaffel |
| Jahr              | Ort               | Einzel | Sprint | Verfolgung | Massenstart | Staffel | Mixedstaffel | Single-Mixedstaffel |
| ----------------- | ----------------- | ------ | ------ | ---------- | ----------- | ------- | ------------ | ------------------- |
| 2015              | Kontiolahti       | 51.    | 40.    | 52.        | -           | 12.     | -            |                     |
| 2016              | Oslo              | 66.    | 84.    | -          | -           | 13.     | -            |                     |
| 2017              | Hochfilzen        | 22.    | 20.    | 41.        | 24.         | 14.     | 16.          |                     |
| 2019              | Östersund         | 53.    | 11.    | 12.        | 26.         | 9.      | 19.          | -                   |
| 2020              | Antholz           | 58.    | 26.    | 46.        | –           | 15.     | 13.          |                     |
| 2021              | Pokljuka          | 39.    | 54.    | 44.        | –           | 13.     | 12.          | 22.                 |

### Olympische Winterspiele
Ergebnisse bei Olympischen Winterspielen:
| Olympische Winterspiele | Olympische Winterspiele | Einzel | Sprint | Verfolgung | Massenstart | Staffel | Mixedstaffel |
| Jahr                    | Ort                     | Einzel | Sprint | Verfolgung | Massenstart | Staffel | Mixedstaffel |
| ----------------------- | ----------------------- | ------ | ------ | ---------- | ----------- | ------- | ------------ |
| 2018                    | Pyeongchang             | 61.    | –      | 62.        | –           | 13.     | –            |